# یوزف تیسو
یوزف تیسو (انگلیسی: Jozef Tiso؛ ۱۳ اکتبر ۱۸۸۷ – ۱۸ آوریل ۱۹۴۷) یک سیاست‌مدار و کشیش اهل اسلواکی بود. وی از سال ۱۹۳۹ تا سال ۱۹۴۵ رئیس‌جمهور اسلواکی بود.